# Stary Mwaba
Stary Mwaba (geb. 1976 in Chingola) ist ein sambischer bildender Künstler, dessen multimediale Arbeiten sich mit historischen und gegenwärtigen soziopolitischen Fragen seines Heimatlandes auseinandersetzen.

## Leben
Mwabas familiäre Wurzeln liegen im Bergbau: Mehrere Urgroßväter und ein Großvater arbeiteten unter Tage, sein Vater war über Tage beschäftigt. Er wurde 1976 in der Bergbaustadt Chingola in der sambischen Provinz Copperbelt geboren. Er wuchs im Copperbelt auf und lebte dort bis zu seinem 18. Lebensjahr. Nach dem plötzlichen Tod seines Vaters zog er 1994 zu Verwandten nach Kasama in der Nordprovinz. Vor seiner Laufbahn als Künstler arbeitete er als Berater für HIV-Betroffene, eine Tätigkeit, deren belastende Erinnerungen er durch das Malen verarbeitete.
Er ist Autodidakt, absolvierte jedoch Mitte der 1990er-Jahre eine Ausbildung im Rockston-Studios-Programm unter Lutanda Mwamba in Lusaka. Später schloss er ein Masterstudium der Bildenden Kunst an der Rhodes University in Makhanda ab.
Heute pendelt der Künstler zwischen zwei Ateliers, einem in Lusaka und einem zweiten in Kitwe im Copperbelt. Mwaba ist Vater einer Tochter namens Zoe, mit der er 2011 ein Schulprojekt realisierte, das seine spätere Serie Chinese Cabbage inspirierte.

## Wirken
Mwaba zählt zu den führenden zeitgenössischen Bildkünstlern Sambias und kombiniert Malerei, Installation und partizipative Projekte. Seine Arbeiten thematisieren Geschichte, Identität und postkoloniale Narrative, wobei er häufig Archivmaterial und Alltagsgeschichten sogenannter „little narratives“ verwendet. Kennzeichnend ist sein Verfahren der Perforierung von Zeitungsseiten mit einem Lötkolben, um dominante „grand narratives“ unlesbar zu machen und anschließend farbenfrohe Porträts auf die fragile Oberfläche zu malen. Neben seiner Studiopraxis arbeitet der Künstler kollaborativ mit Handwerkern und Archivaren aus informellen Siedlungen, um kollektive Erinnerungen sichtbar zu machen.
Für sein Werk Chinese Cabbage (2014/2015) färbte er chinesischen Kohl in den Farben von Kupfer, Kobalt und Mangan, um den Einfluss chinesischer Unternehmen auf den sambischen Rohstoffsektor zu hinterfragen. Die Idee zu dieser Serie entstand aus dem erwähnten Schulexperiment seiner Tochter sowie aus den politischen Debatten über chinesische Investitionen während des Wahlkampfs von Michael Sata 2011/2012. Als Teil eines Forschungsteams an der Rhodes University untersuchte er zusammen mit Ruth Simbao und anderen die Begegnungen zwischen afrikanischen und chinesischen Akteuren im sambischen Bergbau.
Mit der Installation Space Project und der Einzelausstellung Life on Mars im Berliner Künstlerhaus Bethanien 2015 erinnerte er an die utopischen Raumfahrtpläne des Physiklehrers Edward Makuka Nkoloso aus den 1960er-Jahren.
Seit 2018 untersucht er unter dem Projekttitel Black Mountain die ökologischen und sozialen Folgen der Abraumhalden bei Kitwe, wobei er Arbeitskreise in der Siedlung Wusakile durchführt und die Lebensrealität junger Kleinschürfer („Jerabos“) porträtiert. Gemälde aus dieser Serie wurden im Juli 2025 im Lusaka National Museum präsentiert.
Mwaba erhielt unter anderem den Commonwealth Arts and Crafts Award, den Zambia National Arts Council Award und ein KfW-Stiftung-Stipendium für einen Aufenthalt am Künstlerhaus Bethanien 2014/2015.
Seine wichtigsten Einzelausstellungen umfassen Freedom in Transition (Lusaka National Museum, 2008), The Solace of a Migrant (Gallery Momo, Johannesburg, 2009) sowie Black Mountain (Arts Lounge, Makhanda, 2019).